# Баскакерен
Баскакерен (д/н — 404 до н. е.) — цар Куша в 405–404 роках до н. е.

## Життєпис
Другий син царя Малевіебамані та Ахасані. Про нього відомостей обмаль. Зійшов на трон близько 405 року до н. е., після смерті старшого брата Аманінетейєріки.
Продовжив політику підтримки Аміртея II, що запанував в Єгипті, оголосивши себе фараоном. Помер Баскакарен під час інспекційної поїздки країною. Обставини смерті невідомі: або від хвороби, або внаслідок змови.
Поховано в піраміді № 17 в Нурі. Його стела знаходиться в Музеї Мерое в Хартумі. Спадкував трон небіж Гарсіотеф.